# ألكسندر كوليك
ألكسندر كوليك (بالإستونية: Aleksandr Kulik)‏ هو لاعب كرة قدم إستوني في مركز الدفاع، ولد في 23 يوليو 1981 في سيلاما في إستونيا. لعب مع نادي أستانا ونادي ترانز نارفا ونادي روفانييمن بالوسورا ونادي سيلاماي كالف ونادي فلورا.